# 刘书祥
刘书祥（？—），男，中华人民共和国政治人物，曾任国务院宗教事务局副局长，中国伊斯兰教协会副会长、顾问。